# Tour de Romandía 1956
La 10.ª edición del Tour de Romandía se disputó del 10 de mayo al 13 de mayo de 1956 con un recorrido de 835 km dividido en 5 etapas, con inicio y fin en Ginebra.
El vencedor fue el italiano Pasquale Fornara, cubriendo la prueba a una velocidad media de 38,1 km/h.

## Etapas[1]
| Etapa | Recorrido           | Km  | Ganador          |
| 1.ª   | Ginebra-Sierre      | 178 | Adolfo Grosso    |
| 2.ª   | Sierre-Le Locle     | 214 | René Strehler    |
| 3.ªa  | Le Locle-Bassecourt | 115 | Bruno Monti      |
| 3.ªb  | Bassecourt-Boncourt | 43  | Pasquale Fornara |
| 4.ª   | Boncourt-Ginebra    | 285 | Wout Wagtmans    |

## Clasificaciones
Así quedaron los diez primeros de la clasificación general de la segunda edición del Tour de Romandía
| \| 1. \| Pasquale Fornara \| Italia \| 21h52'18" \| \| \| 2. \| Carlo Clerici \| Suiza \| + 54" \| \| \| 3. \| René Strehler \| Suiza \| + 1'11" \| \| \| 4. \| Bruno Monti \| Italia \| + 1'16" \| \| \| 5. \| Adolfo Grosso \| Italia \| + 3'16" \| \| \| 6. \| Ugo Anzile \| Francia \| + 3'17" \| \| \| 7. \| Pietro Giudici \| Italia \| + 4'23" \| \| \| 8. \| Alessandro Fantini \| Italia \| + 4'27" \| \| \| 9. \| Raymond Reisser \| Francia \| + 6'11" \| \| \| 10. \| Hans Hollenstein \| Suiza \| + 6'12" \| \| |                    |         |           |  |
| 1. | Pasquale Fornara   | Italia  | 21h52'18" |  |
| 2. | Carlo Clerici      | Suiza   | + 54"     |  |
| 3. | René Strehler      | Suiza   | + 1'11"   |  |
| 4. | Bruno Monti        | Italia  | + 1'16"   |  |
| 5. | Adolfo Grosso      | Italia  | + 3'16"   |  |
| 6. | Ugo Anzile         | Francia | + 3'17"   |  |
| 7. | Pietro Giudici     | Italia  | + 4'23"   |  |
| 8. | Alessandro Fantini | Italia  | + 4'27"   |  |
| 9. | Raymond Reisser    | Francia | + 6'11"   |  |
| 10. | Hans Hollenstein   | Suiza   | + 6'12"   |  |